# A Vészhelyzet epizódjainak listája
Ez az oldal tartalmazza a Vészhelyzet tévésorozat epizódlistáinak listáját az 1.–15. évadig.

## Évados áttekintés
| Évad | Évad | Részek száma | Eredeti sugárzás     | Eredeti sugárzás | Eredeti adó |
| Évad | Évad | Részek száma | Évadbemutató         | Évadzáró         | Eredeti adó |
| ---- | ---- | ------------ | -------------------- | ---------------- | ----------- |
|      | 1    | 25           | 1994. szeptember 19. | 1995. május 18.  | NBC         |
|      | 2    | 22           | 1995. szeptember 21. | 1996. május 16.  | NBC         |
|      | 3    | 22           | 1996. szeptember 26. | 1997. május 15.  | NBC         |
|      | 4    | 22           | 1997. szeptember 25. | 1998. május 14.  | NBC         |
|      | 5    | 22           | 1998. szeptember 24. | 1999. május 20.  | NBC         |
|      | 6    | 22           | 1999. szeptember 30. | 2000. május 18.  | NBC         |
|      | 7    | 22           | 2000. október 12.    | 2001. május 17.  | NBC         |
|      | 8    | 22           | 2001. szeptember 27. | 2002. május 16.  | NBC         |
|      | 9    | 22           | 2002. szeptember 26. | 2003. május 15.  | NBC         |
|      | 10   | 22           | 2003. szeptember 25. | 2004. május 13.  | NBC         |
|      | 11   | 22           | 2004. szeptember 23. | 2005. május 19.  | NBC         |
|      | 12   | 22           | 2005. szeptember 22. | 2006. május 18.  | NBC         |
|      | 13   | 23           | 2006. szeptember 21. | 2007. május 17.  | NBC         |
|      | 14   | 19           | 2007. szeptember 27. | 2008. május 15.  | NBC         |
|      | 15   | 22           | 2008. szeptember 25. | 2009. április 2. | NBC         |

## 1. évad (1994–1995)
| Sor. | Év. | Cím                                                 | Rendező               | Író                                                         | Premier              | Nézettség    |
| ---- | --- | --------------------------------------------------- | --------------------- | ----------------------------------------------------------- | -------------------- | ------------ |
| 1.   | 1.  | Bevezető rész (24 Hours)                            | Rod Holcomb           | Michael Crichton                                            | 1994. szeptember 19. | 23,80 millió |
| 2.   | 2.  | Első nap (Day One)                                  | Mimi Leder            | John Wells                                                  | 1994. szeptember 22. | 23,00 millió |
| 3.   | 3.  | Visszatérés (Going Home)                            | Mark Tinker           | Lydia Woodward                                              | 1994. szeptember 29. | 23,90 millió |
| 4.   | 4.  | Cserbenhagyás (Hit and Run)                         | Mimi Leder            | Paul Manning                                                | 1994. október 6.     | 26,80 millió |
| 5.   | 5.  | Nehéz éjszaka (Into That Good Night)                | Charles Haid          | Robert Nathan                                               | 1994. október 13.    | 26,70 millió |
| 6.   | 6.  | Hőség Chicagóban (Chicago Heat)                     | Elodie Keene          | Történet: Neal Baer Tévéjáték: John Wells                   | 1994. október 20.    | 27,30 millió |
| 7.   | 7.  | Egy újabb tökéletes nap (Another Perfect Day)       | Vern Gillum           | Történet: Lance Gentile Tévéjáték: Lydia Woodward           | 1994. november 3.    | 25,70 millió |
| 8.   | 8.  | Kilenc és fél óra (9½ Hours)                        | James Hayman          | Robert Nathan                                               | 1994. november 10.   | 28,30 millió |
| 9.   | 9.  | Szigorúan bizalmas (ER Confidential)                | Daniel Sackheim       | Paul Manning                                                | 1994. november 17.   | 24,50 millió |
| 10.  | 10. | A hóvihar (Blizzard)                                | Mimi Leder            | Történet: Neal Baer & Paul Manning Tévéjáték: Lance Gentile | 1994. december 8.    | 29,10 millió |
| 11.  | 11. | Az ajándék (The Gift)                               | Félix Enríquez Alcalá | Neal Baer                                                   | 1994. december 15.   | 27,80 millió |
| 12.  | 12. | Boldog új évet! (Happy New Year)                    | Charles Haid          | Lydia Woodward                                              | 1995. január 5.      | 30,40 millió |
| 13.  | 13. | A sorshúzás (Luck of the Draw)                      | Rod Holcomb           | Paul Manning                                                | 1995. január 12.     | 31,20 millió |
| 14.  | 14. | Utazás egy hosszú nap után (Long Day's Journey)     | Anita Addison         | Robert Nathan                                               | 1995. január 19.     | 34,00 millió |
| 15.  | 15. | 1995. február 5. (Feb 5, '95)                       | James Hayman          | John Wells                                                  | 1995. február 2.     | 34,00 millió |
| 16.  | 16. | Mire megy két szív (Make of Two Hearts)             | Mimi Leder            | Lydia Woodward                                              | 1995. február 9.     | 34,20 millió |
| 17.  | 17. | A születésnapi parti (The Birthday Party)           | Elodie Keene          | John Wells                                                  | 1995. február 16.    | 32,70 millió |
| 18.  | 18. | Éjszaka Chicagóban (Sleepless in Chicago)           | Christopher Chulack   | Paul Manning                                                | 1995. február 23.    | 35,00 millió |
| 19.  | 19. | A munka mindent felemészt (Love's Labor Lost)       | Mimi Leder            | Lance Gentile                                               | 1995. március 9.     | 34,40 millió |
| 20.  | 20. | Telihold, szombat éjjel (Full Moon, Saturday Night) | Donna Deitch          | Neal Baer                                                   | 1995. március 30.    | 32,90 millió |
| 21.  | 21. | Zöldkártya-vár (House of Cards)                     | Fred Gerber           | Tracey Stern                                                | 1995. április 6.     | 35,30 millió |
| 22.  | 22. | Ember tervez, Isten végez (Men Plan, God Laughs)    | Christopher Chulack   | Robert Nathan                                               | 1995. április 27.    | 33,50 millió |
| 23.  | 23. | Szerelem a romokon (Love Among the Ruins)           | Fred Gerber           | Paul Manning                                                | 1995. május 4.       | 31,50 millió |
| 24.  | 24. | Anyaság (Motherhood)                                | Quentin Tarantino     | Lydia Woodward                                              | 1995. május 11.      | 33,10 millió |
| 25.  | 25. | Minden a régi (Everything Old Is New Again)         | Mimi Leder            | John Wells                                                  | 1995. május 18.      | 33,60 millió |

## 2. évad (1995–1996)
| Sor. | Év. | Cím                                                      | Rendező               | Író                                                                | Premier              | Nézettség    |
| ---- | --- | -------------------------------------------------------- | --------------------- | ------------------------------------------------------------------ | -------------------- | ------------ |
| 26.  | 1.  | Carter visszatér (Welcome Back, Carter!)                 | Mimi Leder            | John Wells                                                         | 1995. szeptember 21. | 37,50 millió |
| 27.  | 2.  | Nyári őrület (Summer Run)                                | Eric Laneuville       | Lydia Woodward                                                     | 1995. szeptember 28. | 33,70 millió |
| 28.  | 3.  | Mindenkinek a magáét (Do One, Teach One, Kill One)       | Félix Enríquez Alcalá | Paul Manning                                                       | 1995. október 5.     | 35,60 millió |
| 29.  | 4.  | Micsoda élet! (What Life?)                               | Dean Parisot          | Carol Flint                                                        | 1995. október 12.    | 35,50 millió |
| 30.  | 5.  | Kisbaba áll a házhoz (And Baby Makes Two)                | Lesli Linka Glatter   | Anne Kenney                                                        | 1995. október 19.    | 35,30 millió |
| 31.  | 6.  | Egy átlagos nap (Days Like This)                         | Mimi Leder            | Lydia Woodward                                                     | 1995. november 2.    | 35,30 millió |
| 32.  | 7.  | Egyszer fenn, egyszer lenn (Hell and High Water)         | Christopher Chulack   | Neal Baer                                                          | 1995. november 9.    | 42,00 millió |
| 33.  | 8.  | Bizalmas vallomások (The Secret Sharer)                  | Thomas Schlamme       | Paul Manning                                                       | 1995. november 16.   | 39,40 millió |
| 34.  | 9.  | Otthon (Home)                                            | Donna Deitch          | Tracey Stern                                                       | 1995. december 7.    | 35,00 millió |
| 35.  | 10. | Csoda történt (A Miracle Happens Here)                   | Mimi Leder            | Carol Flint                                                        | 1995. december 14.   | 34,90 millió |
| 36.  | 11. | Nyakig a télben (Dead of Winter)                         | Whitney Ransick       | John Wells                                                         | 1996. január 4.      | 37,60 millió |
| 37.  | 12. | Kegyes hazugságok (True Lies)                            | Lesli Linka Glatter   | Lance Gentile                                                      | 1996. január 25.     | 34,60 millió |
| 38.  | 13. | Nem könnyű Greene-nek lenni (It's Not Easy Being Greene) | Christopher Chulack   | Paul Manning                                                       | 1996. február 1.     | 35,90 millió |
| 39.  | 14. | A dolgok rendje (The Right Thing)                        | Richard Thorpe        | Lydia Woodward                                                     | 1996. február 8.     | 38,10 millió |
| 40.  | 15. | Bébieső (Baby Shower)                                    | Barnet Kellman        | Történet: Belinda Casas Wells & Carol Flint Tévéjáték: Carol Flint | 1996. február 15.    | 36,40 millió |
| 41.  | 16. | A gyógyítók sorsa (The Healers)                          | Mimi Leder            | John Wells                                                         | 1996. február 22.    | 36,00 millió |
| 42.  | 17. | A vetélkedés (The Match Game)                            | Thomas Schlamme       | Neal Baer                                                          | 1996. március 28.    | 36,00 millió |
| 43.  | 18. | Éjszakai ügyelet (A Shift in the Night)                  | Lance Gentile         | Joe Sachs                                                          | 1996. április 4.     | 33,20 millió |
| 44.  | 19. | Hasi katasztrófa (Fire in the Belly)                     | Félix Enríquez Alcalá | Paul Manning                                                       | 1996. április 25.    | 32,20 millió |
| 45.  | 20. | Ismeretlen eredetű láz (Fevers of Unknown Origin)        | Richard Thorpe        | Carol Flint                                                        | 1996. május 2.       | 34,30 millió |
| 46.  | 21. | Törött szárnyak (Take These Broken Wings)                | Anthony Edwards       | Lydia Woodward                                                     | 1996. május 9.       | 32,00 millió |
| 47.  | 22. | John Carter, általános orvos (John Carter, M.D.)         | Christopher Chulack   | John Wells                                                         | 1996. május 16.      | 34,30 millió |

## 3. évad (1996–1997)
| Sor. | Év. | Cím                                                                        | Rendező               | Író                                                                              | Premier              | Nézettség    |
| ---- | --- | -------------------------------------------------------------------------- | --------------------- | -------------------------------------------------------------------------------- | -------------------- | ------------ |
| 48.  | 1.  | Carter doktor, ha nem tévedek (Dr. Carter, I Presume)                      | Christopher Chulack   | John Wells                                                                       | 1996. szeptember 26. | 34,90 millió |
| 49.  | 2.  | Kezdődjék a játék! (Let the Games Begin)                                   | Tom Moore             | Lydia Woodward                                                                   | 1996. október 3.     | 30,50 millió |
| 50.  | 3.  | Nem kérdezünk, nem beszélünk (Don't Ask, Don't Tell)                       | Perry Lang            | Történet: Paul Manning & Jason Cahill Tévéjáték: Jason Cahill                    | 1996. október 10.    | 30,00 millió |
| 51.  | 4.  | Az utolsó kör (Last Call)                                                  | Rod Holcomb           | Történet: Samantha Howard Corbin & Carol Flint Tévéjáték: Samantha Howard Corbin | 1996. október 17.    | 32,90 millió |
| 52.  | 5.  | Szellemek (Ghosts)                                                         | Richard Thorpe        | Neal Baer                                                                        | 1996. október 31.    | 31,10 millió |
| 53.  | 6.  | Félelem a repüléstől (Fear of Flying)                                      | Christopher Chulack   | Lance Gentile                                                                    | 1996. november 7.    | 36,70 millió |
| 54.  | 7.  | Ésszel él az ember (No Brain, No Gain)                                     | David Nutter          | Paul Manning                                                                     | 1996. november 14.   | 37,40 millió |
| 55.  | 8.  | A főpályaudvar (Union Station)                                             | Tom Moore             | Carol Flint                                                                      | 1996. november 21.   | 37,00 millió |
| 56.  | 9.  | Ne kérdezz, és én nem hazudok (Ask Me No Questions, I'll Tell You No Lies) | Paris Barclay         | Történet: Neal Baer & Lydia Woodward Tévéjáték: Barbara Hall                     | 1996. december 12.   | 32,90 millió |
| 57.  | 10. | Hajléktalanok (Homeless for the Holidays)                                  | Davis Guggenheim      | Samantha Howard Corbin                                                           | 1996. december 19.   | 30,50 millió |
| 58.  | 11. | Éjszakai műszak (Night Shift)                                              | Jonathan Kaplan       | Paul Manning                                                                     | 1997. január 16.     | 35,90 millió |
| 59.  | 12. | Post Mortem (Post Mortem)                                                  | Jacque Elaine Toberen | Carol Flint                                                                      | 1997. január 23.     | 35,10 millió |
| 60.  | 13. | A sors forgandó (Fortune's Fools)                                          | Michael Katleman      | Jason Cahill                                                                     | 1997. január 30.     | 33,60 millió |
| 61.  | 14. | Kinek a vakbele van soron? (Whose Appy Now?)                               | Félix Enríquez Alcalá | Neal Baer                                                                        | 1997. február 6.     | 33,30 millió |
| 62.  | 15. | A hosszú út (The Long Way Around)                                          | Christopher Chulack   | Lydia Woodward                                                                   | 1997. február 13.    | 35,90 millió |
| 63.  | 16. | Hittel, meggyőződéssel (Faith)                                             | Jonathan Kaplan       | John Wells                                                                       | 1997. február 20.    | 33,80 millió |
| 64.  | 17. | Egy gépezet fogaskerekei (Tribes)                                          | Richard Thorpe        | Lance Gentile                                                                    | 1997. április 10.    | 34,20 millió |
| 65.  | 18. | Amire mérget vehet az ember (You Bet Your Life)                            | Christopher Chulack   | Paul Manning                                                                     | 1997. április 17.    | 32,10 millió |
| 66.  | 19. | Hathaway doktornő (Calling Dr. Hathaway)                                   | Paris Barclay         | Történet: Neal Baer Tévéjáték: Jason Cahill & Samantha Howard Corbin             | 1997. április 24.    | 33,60 millió |
| 67.  | 20. | Hirtelen döntések (Random Acts)                                            | Jonathan Kaplan       | Carol Flint                                                                      | 1997. május 1.       | 31,50 millió |
| 68.  | 21. | Születésnapi jókívánságok (Make A Wish)                                    | Richard Thorpe        | Történet: Joe Sachs Tévéjáték: Lydia Woodward                                    | 1997. május 8.       | 34,80 millió |
| 69.  | 22. | Búcsúpohár (One More for the Road)                                         | Christopher Chulack   | John Wells                                                                       | 1997. május 15.      | 34,90 millió |

## 4. évad (1997–1998)
| Sor. | Év. | Cím                                                              | Rendező               | Író                                        | Premier              | Nézettség    |
| ---- | --- | ---------------------------------------------------------------- | --------------------- | ------------------------------------------ | -------------------- | ------------ |
| 70.  | 1.  | Lesben állva (Ambush)                                            | Thomas Schlamme       | Carol Flint                                | 1997. szeptember 25. | 42,70 millió |
| 71.  | 2.  | Az újdonság varázsa (Something New)                              | Christopher Chulack   | Lydia Woodward                             | 1997. október 2.     | 32,60 millió |
| 72.  | 3.  | Szarva közt a tőgyét (Friendly Fire)                             | Félix Enríquez Alcalá | Walon Green                                | 1997. október 9.     | 32,10 millió |
| 73.  | 4.  | Amikor egy ág eltörik (When the Bough Breaks)                    | Richard Thorpe        | Jack Orman                                 | 1997. október 16.    | 32,80 millió |
| 74.  | 5.  | Jó kapcsolat és rossz kapcsolat (Good Touch, Bad Touch)          | Jonathan Kaplan       | David Mills                                | 1997. október 30.    | 29,20 millió |
| 75.  | 6.  | Nulla óra (Ground Zero)                                          | Darnell Martin        | Samantha Howard Corbin                     | 1997. november 6.    | 32,00 millió |
| 76.  | 7.  | Apák és fiúk (Fathers and Sons)                                  | Christopher Chulack   | John Wells                                 | 1997. november 13.   | 34,70 millió |
| 77.  | 8.  | Dilibuli (Freak Show)                                            | Darnell Martin        | Neal Baer                                  | 1997. november 20.   | 33,40 millió |
| 78.  | 9.  | A hatóság akadályozása (Obstruction of Justice)                  | Richard Thorpe        | Lance Gentile                              | 1997. december 11.   | 31,70 millió |
| 79.  | 10. | Látod, amit én látok? (Do You See What I See?)                   | Sarah Pia Anderson    | Történet: Linda Gase Tévéjáték: Jack Orman | 1997. december 18.   | 32,50 millió |
| 80.  | 11. | Szívélyes gondolatok (Think Warm Thoughts)                       | Charles Haid          | David Mills                                | 1998. január 8.      | 32,20 millió |
| 81.  | 12. | Gyors megkönnyebbülés (Sharp Relief)                             | Christopher Chulack   | Samantha Howard Corbin                     | 1998. január 15.     | 34,40 millió |
| 82.  | 13. | Carter választása (Carter's Choice)                              | John Wells            | John Wells                                 | 1998. január 29.     | 32,80 millió |
| 83.  | 14. | Családi gyakorlat (Family Practice)                              | Charles Haid          | Carol Flint                                | 1998. február 5.     | 31,90 millió |
| 84.  | 15. | Exodus (Exodus)                                                  | Christopher Chulack   | Walon Green & Joe Sachs                    | 1998. február 26.    | 32,80 millió |
| 85.  | 16. | Testvéri segítség (My Brother's Keeper)                          | Jaque Toberen         | Jack Orman                                 | 1998. március 5.     | 30,40 millió |
| 86.  | 17. | Véres zűrzavar (A Bloody Mess)                                   | Richard Thorpe        | Linda Gase                                 | 1998. április 9.     | 30,90 millió |
| 87.  | 18. | Vegetatív reakció (Gut Reaction)                                 | T.R. Babu Subramaniam | Neal Baer                                  | 1998. április 16.    | 30,30 millió |
| 88.  | 19. | Bizonytalanságban (Shades of Grey)                               | Lance Gentile         | Samantha Howard Corbin                     | 1998. április 23.    | 32,40 millió |
| 89.  | 20. | Megbánt múlt és jövendő félelem (Of Past Regret and Future Fear) | Anthony Edwards       | Jack Orman                                 | 1998. április 30.    | 30,20 millió |
| 90.  | 21. | Engedjétek hozzám a kisdedeket! (Suffer the Little Children)     | Christopher Misiano   | Walon Green                                | 1998. május 7.       | 33,80 millió |
| 91.  | 22. | Amikor meghasad a szív (A Hole in the Heart)                     | Lesli Linka Glatter   | Lydia Woodward                             | 1998. május 14.      | 47,80 millió |

## 5. évad (1998–1999)
| Sor. | Év. | Cím                                                       | Rendező               | Író                                                                            | Premier              | Nézettség    |
| ---- | --- | --------------------------------------------------------- | --------------------- | ------------------------------------------------------------------------------ | -------------------- | ------------ |
| 92.  | 1.  | Lucy első napja (Day For Knight)                          | Christopher Chulack   | Lydia Woodward                                                                 | 1998. szeptember 24. | 31,86 millió |
| 93.  | 2.  | A másodperc törtrésze alatt (Split Second)                | Christopher Misiano   | Carol Flint                                                                    | 1998. október 1.     | 30,63 millió |
| 94.  | 3.  | A lovakat kezelik, ugye? (They Treat Horses, Don't They?) | T.R. Babu Subramaniam | Walon Green                                                                    | 1998. október 8.     | 29,34 millió |
| 95.  | 4.  | A kóbor halott (Vanishing Act)                            | Lesli Linka Glatter   | Jack Orman                                                                     | 1998. október 15.    | 27,87 millió |
| 96.  | 5.  | Maskarában (Masquerade)                                   | Steve De Jarnatt      | Történet: Joe Sachs & Samantha Howard Corbin Tévéjáték: Samantha Howard Corbin | 1998. október 29.    | 29,14 millió |
| 97.  | 6.  | A ragacs (Stuck on You)                                   | David Nutter          | Történet: Neal Baer & Linda Gase Tévéjáték: Neal Baer                          | 1998. november 5.    | 28,61 millió |
| 98.  | 7.  | A végkimerülés határán (Hazed and Confused)               | Jonathan Kaplan       | Történet: David Mills & Carol Flint Tévéjáték: David Mills                     | 1998. november 12.   | 28,97 millió |
| 99.  | 8.  | A harcot megharcoltam (The Good Fight)                    | Christopher Chulack   | Jack Orman                                                                     | 1998. november 19.   | 29,00 millió |
| 100. | 9.  | Sok szerencsét, Ruth Johnson! (Good Luck, Ruth Johnson)   | Rod Holcomb           | Lydia Woodward                                                                 | 1998. december 10.   | 29,97 millió |
| 101. | 10. | A csodatévő (The Miracle Worker)                          | Lesli Linka Glatter   | Paul Manning                                                                   | 1998. december 17.   | 29,87 millió |
| 102. | 11. | Meglepő fordulat (Nobody Doesn't Like Amanda Lee)         | Richard Thorpe        | Linda Gase                                                                     | 1999. január 7.      | 31,60 millió |
| 103. | 12. | Kettős vakpróba (Double Blind)                            | Dave Chameides        | Carol Flint                                                                    | 1999. január 21.     | 30,48 millió |
| 104. | 13. | Irgalmas halál (Choosing Joi)                             | Christopher Chulack   | Lydia Woodward                                                                 | 1999. február 4.     | 29,11 millió |
| 105. | 14. | Egy viharos nap 1. rész (The Storm Part 1)                | John Wells            | John Wells                                                                     | 1999. február 11.    | 31,92 millió |
| 106. | 15. | Egy viharos nap 2. rész (The Storm Part 2)                | Christopher Chulack   | John Wells                                                                     | 1999. február 18.    | 35,70 millió |
| 107. | 16. | Külön utakon (Middle of Nowhere)                          | Jonathan Kaplan       | Carol Flint & Neal Baer                                                        | 1999. február 25.    | 30,26 millió |
| 108. | 17. | Egy mozgalmas ügyelet (Sticks and Stones)                 | Félix Enríquez Alcalá | Joe Sachs                                                                      | 1999. március 25.    | 26,36 millió |
| 109. | 18. | A múlt árnyai (Point of Origin)                           | Christopher Misiano   | Christopher Mack                                                               | 1999. április 8.     | 26,10 millió |
| 110. | 19. | Tavaszi zsongás (Rites of Spring)                         | Jonathan Kaplan       | David Mills                                                                    | 1999. április 29.    | 26,56 millió |
| 111. | 20. | Áramszünet (Power)                                        | Laura Innes           | Carol Flint                                                                    | 1999. május 6.       | 27,40 millió |
| 112. | 21. | Felelősségvállalás (Responsible Parties)                  | Christopher Chulack   | Jack Orman                                                                     | 1999. május 13.      | 27,53 millió |
| 113. | 22. | Elmélyülő kapcsolatok (Getting to Know You)               | Jonathan Kaplan       | Lydia Woodward                                                                 | 1999. május 20.      | 32,60 millió |

## 6. évad (1999–2000)
| Sor. | Év. | Cím                                                    | Rendező               | Író                   | Premier              | Nézettség    |
| ---- | --- | ------------------------------------------------------ | --------------------- | --------------------- | -------------------- | ------------ |
| 114. | 1.  | Weaver a nyerő (Leave It to Weaver)                    | Jonathan Kaplan       | Lydia Woodward        | 1999. szeptember 30. | 31,53 millió |
| 115. | 2.  | Végtisztesség (Last Rites)                             | Félix Enríquez Alcalá | Jack Orman            | 1999. október 7.     | 28,20 millió |
| 116. | 3.  | Szakmai féltékenység (Greene with Envy)                | Peter Markle          | Patrick Harbinson     | 1999. október 14.    | 30,45 millió |
| 117. | 4.  | Apai mulasztások (Sins of the Fathers)                 | Ken Kwapis            | Doug Palau            | 1999. október 21.    | 29,56 millió |
| 118. | 5.  | A következményeket viselni kell (Truth & Consequences) | Steve De Jarnatt      | R. Scott Gemmill      | 1999. november 4.    | 28,61 millió |
| 119. | 6.  | Vad dolgok békéje (The Peace of Wild Things)           | Richard Thorpe        | John Wells            | 1999. november 11.   | 28,51 millió |
| 120. | 7.  | Lelkiismereti kérdések (Humpty Dumpty)                 | Jonathan Kaplan       | Neal Baer             | 1999. november 18.   | 28,77 millió |
| 121. | 8.  | Szép remények (Great Expectations)                     | Christopher Misiano   | Jack Orman            | 1999. november 25.   | 30,80 millió |
| 122. | 9.  | Karácsony a kórházban (How the Finch Stole Christmas)  | Fred Einesman         | Linda Gase            | 1999. december 16.   | 29,10 millió |
| 123. | 10. | Családi bonyodalmak (Family Matters)                   | Anthony Edwards       | Patrick Harbinson     | 2000. január 6.      | 28,69 millió |
| 124. | 11. | Dominó szív (The Domino Heart)                         | Lesli Linka Glatter   | Joe Sachs             | 2000. január 13.     | 28,42 millió |
| 125. | 12. | Nővér vagy orvos (Abby Road)                           | Richard Thorpe        | R. Scott Gemmill      | 2000. február 3.     | 27,88 millió |
| 126. | 13. | Érted ver a szívem (Be Still My Heart)                 | Laura Innes           | Lydia Woodward        | 2000. február 10.    | 31,33 millió |
| 127. | 14. | A mi kis családunk (All in the Family)                 | Jonathan Kaplan       | Jack Orman            | 2000. február 17.    | 39,38 millió |
| 128. | 15. | Egy kis türelem (Be Patient)                           | Ken Kwapis            | Sandy Kroopf          | 2000. február 24.    | 31,31 millió |
| 129. | 16. | A helyzet ura (Under Control)                          | Christopher Misiano   | Neal Baer & Joe Sachs | 2000. március 23.    | 27,19 millió |
| 130. | 17. | Életképes megoldások (Viable Options)                  | Marita Grabiak        | Patrick Harbinson     | 2000. április 6.     | 27,50 millió |
| 131. | 18. | Égben kötött szerződés (Match Made in Heaven)          | Jonathan Kaplan       | R. Scott Gemmill      | 2000. április 13.    | 26,01 millió |
| 132. | 19. | A leggyorsabb év (The Fastest Year)                    | Richard Thorpe        | Lydia Woodward        | 2000. április 27.    | 27,38 millió |
| 133. | 20. | Elvarratlan szálak (Loose Ends)                        | Kevin Hooks           | Neal Baer             | 2000. május 4.       | 26,65 millió |
| 134. | 21. | Édes keserűség (Such Sweet Sorrow)                     | John Wells            | John Wells            | 2000. május 11.      | 32,67 millió |
| 135. | 22. | S.O.S. (May Day)                                       | Jonathan Kaplan       | Jack Orman            | 2000. május 18.      | 34,59 millió |

## 7. évad (2000–2001)
| Sor. | Év. | Cím                                                 | Rendező               | Író                                                              | Premier            | Nézettség    |
| ---- | --- | --------------------------------------------------- | --------------------- | ---------------------------------------------------------------- | ------------------ | ------------ |
| 136. | 1.  | Hazai pályán (Homecoming)                           | Jonathan Kaplan       | Jack Orman                                                       | 2000. október 12.  | 29,33 millió |
| 137. | 2.  | Por és hamu (Sand and Water)                        | Christopher Misiano   | Jack Orman                                                       | 2000. október 19.  | 25,90 millió |
| 138. | 3.  | Támad a Mars (Mars Attacks)                         | Paris Barclay         | R. Scott Gemmill                                                 | 2000. október 26.  | 26,09 millió |
| 139. | 4.  | Vesszőfutás (Benton Backwards)                      | Richard Thorpe        | Dee Johnson                                                      | 2000. november 2.  | 27,81 millió |
| 140. | 5.  | Szelek szárnyán (Flight of Fancy)                   | Lesli Linka Glatter   | Joe Sachs & Walon Green                                          | 2000. november 9.  | 28,40 millió |
| 141. | 6.  | Váratlan látogatás (The Visit)                      | Jonathan Kaplan       | John Wells                                                       | 2000. november 16. | 31,03 millió |
| 142. | 7.  | Menekülés (Rescue Me)                               | Christopher Chulack   | Neal Baer                                                        | 2000. november 23. | 25,79 millió |
| 143. | 8.  | Ördögi kör (The Dance We Do)                        | Christopher Misiano   | Jack Orman                                                       | 2000. december 7.  | 28,08 millió |
| 144. | 9.  | A legnagyobb ajándék (The Greatest of Gifts)        | Jonathan Kaplan       | Elizabeth Hunter                                                 | 2000. december 14. | 29,84 millió |
| 145. | 10. | Újévi felismerések (Piece of Mind)                  | David Nutter          | Tom Garrigus & R. Scott Gemmill                                  | 2001. január 4.    | 30,41 millió |
| 146. | 11. | Kő, papír, olló (Rock, Paper, Scissors)             | Jonathan Kaplan       | Dee Johnson                                                      | 2001. január 11.   | 28,35 millió |
| 147. | 12. | Fegyverletétel (Surrender)                          | Félix Enríquez Alcalá | Jack Orman                                                       | 2001. február 1.   | 26,54 millió |
| 148. | 13. | Legyen meg a Te akaratod (Thy Will Be Done)         | Richard Thorpe        | Történet: Joe Sachs & Meredith Stiehm Tévéjáték: Meredith Stiehm | 2001. február 8.   | 28,20 millió |
| 149. | 14. | Séta az erdőben (A Walk in the Woods)               | John Wells            | John Wells                                                       | 2001. február 15.  | 26,19 millió |
| 150. | 15. | Tinédzser Anubisz (The Crossing)                    | Jonathan Kaplan       | Jack Orman                                                       | 2001. február 22.  | 27,14 millió |
| 151. | 16. | Boszorkányüldözés (Witch Hunt)                      | Guy Norman Bee        | R. Scott Gemmill                                                 | 2001. március 1.   | 25,57 millió |
| 152. | 17. | Természetes szelekció (Survival of the Fittest)     | Marita Grabiak        | Joe Sachs                                                        | 2001. március 29.  | 24,49 millió |
| 153. | 18. | Áprilisi esők (April Showers)                       | Christopher Misiano   | Tom Garrigus                                                     | 2001. április 19.  | 24,32 millió |
| 154. | 19. | Gyermeki dolgok (Sailing Away)                      | Laura Innes           | Jack Orman & Meredith Stiehm                                     | 2001. április 26.  | 25,41 millió |
| 155. | 20. | Minden eset egy külön történet (Fear of Commitment) | Anthony Edwards       | R. Scott Gemmill                                                 | 2001. május 3.     | 21,85 millió |
| 156. | 21. | Ahová a szíved húz (Where the Heart Is)             | Richard Thorpe        | Dee Johnson & Meredith Stiehm                                    | 2001. május 10.    | 23,17 millió |
| 157. | 22. | Ámokfutás (Rampage)                                 | Jonathan Kaplan       | Jack Orman                                                       | 2001. május 17.    | 30,72 millió |

## 8. évad (2001–2002)
| Sor. | Év. | Cím                                                    | Rendező               | Író                                 | Premier              | Nézettség    |
| ---- | --- | ------------------------------------------------------ | --------------------- | ----------------------------------- | -------------------- | ------------ |
| 158. | 1.  | Négy felvonás (Four Corners)                           | Christopher Misiano   | Jack Orman & David Zabel            | 2001. szeptember 27. | 28,20 millió |
| 159. | 2.  | Maratoni műszak (The Longer You Stay)                  | Jonathan Kaplan       | Jack Orman                          | 2001. október 4.     | 26,90 millió |
| 160. | 3.  | Vér, cukor, szex, varázslat (Blood, Sugar, Sex, Magic) | Richard Thorpe        | R. Scott Gemmill & Elizabeth Hunter | 2001. október 11.    | 21,68 millió |
| 161. | 4.  | Sohase mondd, hogy soha! (Never Say Never)             | Félix Enríquez Alcalá | Dee Johnson                         | 2001. október 18.    | 26,71 millió |
| 162. | 5.  | Újrakezdés (Start All Over Again)                      | Vondie Curtis-Hall    | Joe Sachs                           | 2001. október 25.    | 27,38 millió |
| 163. | 6.  | Adok-kapok (Supplies and Demands)                      | Jonathan Kaplan       | Meredith Stiehm                     | 2001. november 1.    | 24,68 millió |
| 164. | 7.  | Kegyvesztetten (If I Should Fall from Grace)           | Laura Innes           | R. Scott Gemmill                    | 2001. november 8.    | 26,85 millió |
| 165. | 8.  | Ítéletidő (Partly Cloudy, Chance of Rain)              | David Nutter          | Jack Orman                          | 2001. november 15.   | 27,37 millió |
| 166. | 9.  | Zűr hátán zűr (Quo Vadis?)                             | Richard Thorpe        | Joe Sachs & David Zabel             | 2001. november 22.   | 23,58 millió |
| 167. | 10. | Az otthon melege (I'll Be Home for Christmas)          | Jonathan Kaplan       | Dee Johnson & Meredith Stiehm       | 2001. december 13.   | 28,87 millió |
| 168. | 11. | Hullámvölgyben (Beyond Repair)                         | Alan J. Levi          | Jack Orman & R. Scott Gemmill       | 2002. január 10.     | 25,42 millió |
| 169. | 12. | Folyó Egyiptomban (A River in Egypt)                   | Jesús S. Treviño      | David Zabel                         | 2002. január 17.     | 26,14 millió |
| 170. | 13. | Kész a baj (Damage is Done)                            | Nelson McCormick      | Dee Johnson                         | 2002. január 31.     | 24,75 millió |
| 171. | 14. | A sors fintora (A Simple Twist of Fate)                | Christopher Chulack   | Jack Orman                          | 2002. február 7.     | 27,35 millió |
| 172. | 15. | Ami a fejünkben van (It's All in Your Head)            | Vondie Curtis-Hall    | R. Scott Gemmill                    | 2002. február 28.    | 24,90 millió |
| 173. | 16. | Titkok és hazugságok (Secrets and Lies)                | Richard Thorpe        | John Wells                          | 2002. március 7.     | 23,78 millió |
| 174. | 17. | Fátylat rá (Bygones)                                   | Jessica Yu            | Elizabeth Hunter & Meredith Stiehm  | 2002. március 28.    | 24,82 millió |
| 175. | 18. | Mint csillag az égen (Orion in the Sky)                | Jonathan Kaplan       | David Zabel                         | 2002. április 4.     | 28,51 millió |
| 176. | 19. | Testvérek (Brothers and Sisters)                       | Nelson McCormick      | R. Scott Gemmill                    | 2002. április 25.    | 23,78 millió |
| 177. | 20. | A levél (The Letter)                                   | Jack Orman            | Jack Orman                          | 2002. május 2.       | 25,79 millió |
| 178. | 21. | Az utolsó nap (On the Beach)                           | John Wells            | John Wells                          | 2002. május 9.       | 28,71 millió |
| 179. | 22. | Vesztegzár (Lockdown)                                  | Jonathan Kaplan       | Dee Johnson & Joe Sachs             | 2002. május 16.      | 27,47 millió |

## 9. évad (2002–2003)
| Sor. | Év. | Cím                                                    | Rendező               | Író                             | Premier              | Nézettség    |
| ---- | --- | ------------------------------------------------------ | --------------------- | ------------------------------- | -------------------- | ------------ |
| 180. | 1.  | Káosz elmélet (Chaos Theory)                           | Jonathan Kaplan       | Jack Orman & R. Scott Gemmill   | 2002. szeptember 26. | 26,72 millió |
| 181. | 2.  | Feltámadt Halott (Dead Again)                          | Richard Thorpe        | Dee Johnson                     | 2002. október 3.     | 25,13 millió |
| 182. | 3.  | Lázadás (Insurrection)                                 | Charles Haid          | Yahlin Chang & Jack Orman       | 2002. október 10.    | 24,74 millió |
| 183. | 4.  | Kelj fel, és járj! (Walk Like A Man)                   | Félix Enríquez Alcalá | David Zabel                     | 2002. október 17.    | 25,65 millió |
| 184. | 5.  | Súlyos sebek (A Hopeless Wound)                        | Laura Innes           | Julie Hébert & Joe Sachs        | 2002. október 31.    | 23,53 millió |
| 185. | 6.  | Amíg élünk, remélünk (One Can Only Hope)               | Jonathan Kaplan       | Bruce Miller                    | 2002. november 7.    | 24,39 millió |
| 186. | 7.  | Mi fáj? Gyere, Mesélj! (Tell Me Where It Hurts)        | Richard Thorpe        | R. Scott Gemmill                | 2002. november 14.   | 24,28 millió |
| 187. | 8.  | Hideg napok (First Snowfall)                           | Jack Orman            | Jack Orman                      | 2002. november 21.   | 25,85 millió |
| 188. | 9.  | Közeli rokon (Next of Kin)                             | Paul McCrane          | Dee Johnson                     | 2002. december 5.    | 23,92 millió |
| 189. | 10. | Késő bánat (Hindsight)                                 | David Nutter          | David Zabel                     | 2002. december 12.   | 22,75 millió |
| 190. | 11. | Barát a bajban (A Little Help From My Friends)         | Alan J. Levi          | Julie Hébert                    | 2003. január 9.      | 21,52 millió |
| 191. | 12. | Szentnek lenni nehéz (A Saint in the City)             | Peggy Rajski          | Bruce Miller                    | 2003. január 16.     | 21,80 millió |
| 192. | 13. | Jaj a jótevőnek! (No Good Deed Goes Unpunished)        | Nelson McCormick      | R. Scott Gemmill                | 2003. január 30.     | 21,90 millió |
| 193. | 14. | Feltörő emlékek (No Strings Attached)                  | Jonathan Kaplan       | Dee Johnson                     | 2003. február 6.     | 20,91 millió |
| 194. | 15. | Gyere hozzám feleségül! (A Boy Falling Out of the Sky) | Charles Haid          | R. Scott Gemmill & Yahlin Chang | 2003. február 13.    | 20,59 millió |
| 195. | 16. | Bosszúvágy (A Thousand Cranes)                         | Jonathan Kaplan       | David Zabel                     | 2003. február 20.    | 22,37 millió |
| 196. | 17. | Mellékhatás (The Advocate)                             | Julie Hébert          | Joe Sachs                       | 2003. március 13.    | 20,92 millió |
| 197. | 18. | Hatalomátvétel (Finders Keepers)                       | T.R. Babu Subramaniam | Dee Johnson                     | 2003. április 3.     | 18,93 millió |
| 198. | 19. | Kaotikus állapotok (Things Change)                     | Richard Thorpe        | R. Scott Gemmill                | 2003. április 24.    | 20,88 millió |
| 199. | 20. | Zűrös ügyek (Foreign Affairs)                          | Jonathan Kaplan       | David Zabel                     | 2003. május 1.       | 19,55 millió |
| 200. | 21. | Napfogyatkozás (When Night Meets Day)                  | Jack Orman            | Jack Orman                      | 2003. május 8.       | 21,90 millió |
| 201. | 22. | Afrikai küldetés (Kisangani)                           | Christopher Chulack   | John Wells                      | 2003. május 15.      | 21,61 millió |

## 10. évad (2003–2004)
| Sor. | Év. | Cím                                       | Rendező               | Író              | Premier              | Nézettség    |
| ---- | --- | ----------------------------------------- | --------------------- | ---------------- | -------------------- | ------------ |
| 202. | 1.  | Mi az már megint? (Now What?)             | Jonathan Kaplan       | John Wells       | 2003. szeptember 25. | 23,22 millió |
| 203. | 2.  | Az eltűnt doki (The Lost)                 | Christopher Chulack   | John Wells       | 2003. október 2.     | 20,77 millió |
| 204. | 3.  | Abby, te drága! (Dear Abby)               | Christopher Chulack   | R. Scott Gemmill | 2003. október 9.     | 20,05 millió |
| 205. | 4.  | Műszakváltás (Shifts Happen)              | Julie Hébert          | Dee Johnson      | 2003. október 23.    | 18,01 millió |
| 206. | 5.  | Távol Afrikától (Out of Africa)           | Jonathan Kaplan       | David Zabel      | 2003. október 30.    | 19,91 millió |
| 207. | 6.  | Mr. Hatékony (The Greater Good)           | Richard Thorpe        | R. Scott Gemmill | 2003. november 6.    | 20,04 millió |
| 208. | 7.  | Az élet nem habostorta (Death and Taxes)  | Félix Enríquez Alcalá | Dee Johnson      | 2003. november 13.   | 20,66 millió |
| 209. | 8.  | Váratlan katasztrófa (Freefall)           | Christopher Chulack   | Joe Sachs        | 2003. november 20.   | 23,41 millió |
| 210. | 9.  | Mellékhatás (Missing)                     | Jonathan Kaplan       | David Zabel      | 2003. december 4.    | 20,72 millió |
| 211. | 10. | Carter karácsonya (Makemba)               | Christopher Chulack   | John Wells       | 2003. december 11.   | 19,72 millió |
| 212. | 11. | Játék a tűzzel (Touch and Go)             | Richard Thorpe        | Mark Morocco     | 2004. január 8.      | 22,83 millió |
| 213. | 12. | A meglepetésbaba (NICU)                   | Laura Innes           | Lisa Zwerling    | 2004. január 15.     | 21,65 millió |
| 214. | 13. | Terhes pillanatok (Get Carter)            | Lesli Linka Glatter   | R. Scott Gemmill | 2004. február 5.     | 22,20 millió |
| 215. | 14. | Uralkodj magadon (Impulse Control)        | Jonathan Kaplan       | Yahlin Chang     | 2004. február 12.    | 21,95 millió |
| 216. | 15. | Különleges kezelés (Blood Relations)      | Nelson McCormick      | Dee Johnson      | 2004. február 19.    | 22,83 millió |
| 217. | 16. | Rohamra fel (Forgive and Forget)          | Christopher Chulack   | Bruce Miller     | 2004. február 26.    | 21,87 millió |
| 218. | 17. | Lázas igyekezet (The Student)             | Paul McCrane          | David Zabel      | 2004. április 1.     | 19,24 millió |
| 219. | 18. | Nem zörög a haraszt (Where There's Smoke) | Tawnia McKiernan      | Jacy Young       | 2004. április 8.     | 19,99 millió |
| 220. | 19. | Zaklatás (Just a Touch)                   | Richard Thorpe        | R. Scott Gemmill | 2004. április 22.    | 19,85 millió |
| 221. | 20. | A kísérlet bajjal jár (Abby Normal)       | Jonathan Kaplan       | David Zabel      | 2004. április 29.    | 22,03 millió |
| 222. | 21. | Amikor éjfélt üt az óra (Midnight)        | Julie Hebért          | John Wells       | 2004. május 6.       | 28,37 millió |
| 223. | 22. | Úton-útfélen (Drive)                      | Jonathan Kaplan       | Dee Johnson      | 2004. május 13.      | 23,88 millió |

## 11. évad (2004–2005)
| Sor. | Év. | Cím                                                               | Rendező             | Író                            | Premier              | Nézettség    |
| ---- | --- | ----------------------------------------------------------------- | ------------------- | ------------------------------ | -------------------- | ------------ |
| 224. | 1.  | Isten hozott, Abby! (One for the Road)                            | Christopher Chulack | Joe Sachs                      | 2004. szeptember 23. | 19,69 millió |
| 225. | 2.  | Sérült lelkek (Damaged)                                           | Paul McCrane        | David Zabel                    | 2004. október 7.     | 17,06 millió |
| 226. | 3.  | A Függetlenség napja (Try Carter)                                 | Jonathan Kaplan     | R. Scott Gemmill               | 2004. október 14.    | 16,80 millió |
| 227. | 4.  | Félelem a négyzeten (Fear)                                        | Lesli Linka Glatter | Dee Johnson                    | 2004. október 21.    | 16,11 millió |
| 228. | 5.  | Galaxis útikalauz rezidenseknek (An Intern's Guide to the Galaxy) | Arthur Albert       | Lisa Zwerling                  | 2004. november 4.    | 17,01 millió |
| 229. | 6.  | A halál ideje (Time of Death)                                     | Christopher Chulack | David Zabel                    | 2004. november 11.   | 19,83 millió |
| 230. | 7.  | Káosz a köbön (White Guy, Dark Hair)                              | Nelson McCormick    | Lydia Woodward                 | 2004. november 18.   | 18,90 millió |
| 231. | 8.  | Hajszál híján (A Shot in the Dark)                                | Jonathan Kaplan     | Joe Sachs                      | 2004. december 2.    | 17,67 millió |
| 232. | 9.  | Szenteste bonyodalmakkal (Twas the Night)                         | Julie Hébert        | Julie Hébert                   | 2004. december 9.    | 18,21 millió |
| 233. | 10. | Abbyt elrabolják (Skin)                                           | Stephen Cragg       | Dee Johnson                    | 2005. január 13.     | 18,42 millió |
| 234. | 11. | Szóból ért a doktor (Only Connect)                                | Jonathan Kaplan     | Yahlin Chang                   | 2005. január 20.     | 18,82 millió |
| 235. | 12. | Gondoskodom, tehát vagyok (The Providers)                         | Christopher Chulack | David Zabel                    | 2005. január 27.     | 19,75 millió |
| 236. | 13. | Megbolydult méhkas (Middleman)                                    | Ernest Dickerson    | Lisa Zwerling                  | 2005. február 3.     | 18,09 millió |
| 237. | 14. | Vagyok, aki vagyok (Just As I Am)                                 | Richard Thorpe      | Lydia Woodward                 | 2005. február 10.    | 17,08 millió |
| 238. | 15. | Belső hangok (Alone in a Crowd)                                   | Jonathan Kaplan     | Dee Johnson                    | 2005. február 17.    | 17,74 millió |
| 239. | 16. | A távolság összeköt (Here and There)                              | Christopher Chulack | David Zabel                    | 2005. február 24.    | 16,03 millió |
| 240. | 17. | Látogató a pokolból (Back in the World)                           | Jonathan Kaplan     | David Zabel & Lisa Zwerling    | 2005. március 24.    | 15,01 millió |
| 241. | 18. | Jóból is megárt a sok (Refusal of Care)                           | Gloria Muzio        | Joe Sachs                      | 2005. április 21.    | 16,05 millió |
| 242. | 19. | Szembesítés (Ruby Redux)                                          | Paul McCrane        | Lisa Zwerling & Lydia Woodward | 2005. április 28.    | 14,52 millió |
| 243. | 20. | Kell egy kis áramszünet (You Are Here)                            | Ernest Dickerson    | Karen Maser & Dee Johnson      | 2005. május 5.       | 15,66 millió |
| 244. | 21. | Egy amerikai Párizsban (Carter Est Amoureux)                      | Christopher Chulack | John Wells                     | 2005. május 12.      | 17,16 millió |
| 245. | 22. | Carter búcsúja (The Show Must Go On)                              | John Wells          | David Zabel                    | 2005. május 19.      | 18,76 millió |

## 12. évad (2005–2006)
| Sor. | Év. | Cím                                                       | Rendező             | Író                                   | Premier              | Nézettség    |
| ---- | --- | --------------------------------------------------------- | ------------------- | ------------------------------------- | -------------------- | ------------ |
| 246. | 1.  | Nyomás alatt (Cañon City)                                 | Christopher Chulack | Lisa Zwerling, John Wells & Joe Sachs | 2005. szeptember 22. | 14,37 millió |
| 247. | 2.  | Senki gyermeke (Nobody's Baby)                            | Laura Innes         | R. Scott Gemmill                      | 2005. szeptember 29. | 14,44 millió |
| 248. | 3.  | Erőnek erejével (Man With No Name)                        | Christopher Chulack | David Zabel                           | 2005. október 6.     | 14,15 millió |
| 249. | 4.  | Derűre ború (Blame It On The Rain)                        | Paul McCrane        | R. Scott Gemmill                      | 2005. október 13.    | 13,61 millió |
| 250. | 5.  | Ébredj, doki! (Wake Up)                                   | Arthur Albert       | Janine Sherman Barrois                | 2005. október 20.    | 14,70 millió |
| 251. | 6.  | Húzások és választások (Dream House)                      | Stephen Cragg       | David Zabel                           | 2005. november 3.    | 14,29 millió |
| 252. | 7.  | Élő pajzs (The Human Shield)                              | Laura Innes         | R. Scott Gemmill                      | 2005. november 10.   | 15,44 millió |
| 253. | 8.  | Két hajóban evezünk (Two Ships)                           | Christopher Chulack | Joe Sachs & Virgil Williams           | 2005. november 17.   | 15,30 millió |
| 254. | 9.  | A boldogító igen (I Do)                                   | Gloria Muzio        | Lydia Woodward                        | 2005. december 1.    | 15,44 millió |
| 255. | 10. | Micsoda szenteste! (All About Christmas Eve)              | Lesli Linka Glatter | Janine Sherman Barrois                | 2005. december 8.    | 15,34 millió |
| 256. | 11. | Most vagy soha (If Not Now)                               | John Gallagher      | David Zabel                           | 2006. január 5.      | 13,97 millió |
| 257. | 12. | Fordítsd oda a másik orcádat is! (Split Decisions)        | Richard Thorpe      | R. Scott Gemmill                      | 2006. január 12.     | 15,40 millió |
| 258. | 13. | Test és lélek (Body and Soul)                             | Paul McCrane        | Joe Sachs                             | 2006. február 2.     | 13,76 millió |
| 259. | 14. | Ássuk ki a csatabárdot! (Quintessence of Dust)            | Joanna Kerns        | Lisa Zwerling & David Zabel           | 2006. február 9.     | 14,16 millió |
| 260. | 15. | Carter doktor tévedése (Darfur)                           | Richard Thorpe      | Janine Sherman Barrois                | 2006. március 2.     | 12,90 millió |
| 261. | 16. | Borotvaélen (Out on a Limb)                               | Lesli Linka Glatter | Karen Maser                           | 2006. március 16.    | 13,98 millió |
| 262. | 17. | Próbálj meg lazítani! (Lost In America)                   | Stephen Cragg       | Lisa Zwerling                         | 2006. március 23.    | 13,53 millió |
| 263. | 18. | Páratlan párok (Strange Bedfellows)                       | Laura Innes         | Virgil Williams                       | 2006. március 30.    | 12,78 millió |
| 264. | 19. | Nincs menekvés (No Place to Hide)                         | Skipp Sudduth       | Lydia Woodward                        | 2006. április 27.    | 12,34 millió |
| 265. | 20. | Veszedelmes szenvedély (There Are No Angels Here)         | Christopher Chulack | R. Scott Gemmill & David Zabel        | 2006. május 4.       | 11,78 millió |
| 266. | 21. | Öröm és döbbenet (The Gallant Hero and The Tragic Victor) | Steve Shill         | R. Scott Gemmill                      | 2006. május 11.      | 13,25 millió |
| 267. | 22. | Búcsú a fegyverektől (Twenty-One Guns)                    | Nelson McCormick    | David Zabel                           | 2006. május 18.      | 16,56 millió |

## 13. évad (2006–2007)
| Sor. | Év. | Cím                                                | Rendező              | Író                                    | Premier              | Nézettség    |
| ---- | --- | -------------------------------------------------- | -------------------- | -------------------------------------- | -------------------- | ------------ |
| 268. | 1.  | Ámokfutók (Bloodline)                              | Stephen Cragg        | Joe Sachs & David Zabel                | 2006. szeptember 21. | 15,59 millió |
| 269. | 2.  | Számonkérés (Graduation Day)                       | Joanna Kerns         | Janine Sherman Barrois & Lisa Zwerling | 2006. szeptember 28. | 14,36 millió |
| 270. | 3.  | Sürgés-forgás (Somebody to Love)                   | Stephen Cragg        | David Zabel                            | 2006. október 5.     | 14,68 millió |
| 271. | 4.  | Szülőnek lenni (Parenthood)                        | Tawnia McKiernan     | R. Scott Gemmill                       | 2006. október 12.    | 14,57 millió |
| 272. | 5.  | Nehéz ügyek (Ames v. Kovac)                        | Richard Thorpe       | Joe Sachs                              | 2006. október 19.    | 13,72 millió |
| 273. | 6.  | Csetepaté (Heart of the Matter)                    | Andrew Bernstein     | Janine Sherman Barrois                 | 2006. november 2.    | 13,85 millió |
| 274. | 7.  | Kirakós játék (Jigsaw)                             | John Wells           | Virgil Williams                        | 2006. november 9.    | 14,56 millió |
| 275. | 8.  | A hit ereje (Reason to Believe)                    | Ernest Dickerson     | R. Scott Gemmill & David Zabel         | 2006. november 16.   | 12,52 millió |
| 276. | 9.  | Fogjuk meg és vigyétek! (Scoop and Run)            | Stephen Cragg        | Lisa Zwerling                          | 2006. november 23.   | 13,04 millió |
| 277. | 10. | Titkok és hazugságok (Tell Me No Secrets...)       | Laura Innes          | Karen Maser                            | 2006. november 30.   | 13,36 millió |
| 278. | 11. | Ámulunk és bámulunk (City of Mercy)                | Stephen Cragg        | David Zabel & Lisa Zwerling            | 2006. december 7.    | 12,02 millió |
| 279. | 12. | Csalódás és bizalom (Breach of Trust)              | Skipp Sudduth        | Janine Sherman Barrois                 | 2007. január 4.      | 10,93 millió |
| 280. | 13. | Adok-kapok (A House Divided)                       | Andrew Bernstein     | R. Scott Gemmill                       | 2007. január 11.     | 12,18 millió |
| 281. | 14. | Szívzörejek (Murmurs of the Heart)                 | Christopher Chulack  | David Zabel                            | 2007. február 1.     | 11,79 millió |
| 282. | 15. | Meghalni könnyű (Dying is Easy)                    | Tawnia McKiernan     | Janine Sherman Barrois                 | 2007. február 8.     | 11,53 millió |
| 283. | 16. | Ördög a részletekben (Crisis of Conscience)        | Steve Shill          | Lisa Zwerling                          | 2007. február 15.    | 11,60 millió |
| 284. | 17. | Végső elhatározások (From Here to Paternity)       | Lesli Linka Glatter  | Virgil Williams                        | 2007. február 22.    | 10,00 millió |
| 285. | 18. | Boldog szülinapot, Sam! (Photographs and Memories) | Stephen Cragg        | Karen Maser                            | 2007. április 12.    | 9,24 millió  |
| 286. | 19. | Családi ügyek (Family Business)                    | Richard Thorpe       | Joe Sachs                              | 2007. április 19.    | 9,31 millió  |
| 287. | 20. | Lámpaoltás (Lights Out)                            | Terrence Nightingall | Janine Sherman Barrois                 | 2007. április 26.    | 9,52 millió  |
| 288. | 21. | A boldogító nem (I Don't)                          | Andrew Bernstein     | David Zabel                            | 2007. május 3.       | 7,78 millió  |
| 289. | 22. | Apály-dagály (Sea Change)                          | Laura Innes          | Lisa Zwerling                          | 2007. május 10.      | 9,39 millió  |
| 290. | 23. | Nászút törölve (The Honeymoon Is Over)             | Christopher Chulack  | R. Scott Gemmill & David Zabel         | 2007. május 17.      | 9,51 millió  |

## 14. évad (2007–2008)
| Sor. | Év. | Cím                                             | Rendező               | Író                                                          | Premier              | Nézettség    |
| ---- | --- | ----------------------------------------------- | --------------------- | ------------------------------------------------------------ | -------------------- | ------------ |
| 291. | 1.  | Háború (The War Comes Home)                     | Stephen Cragg         | Joe Sachs & David Zabel                                      | 2007. szeptember 27. | 9,92 millió  |
| 292. | 2.  | Remény és reménytelenség (In a Different Light) | Richard Thorpe        | Lisa Zwerling & Karen Maser                                  | 2007. október 4.     | 9,09 millió  |
| 293. | 3.  | Munkaköri ártalom (Officer Down)                | Christopher Chulack   | Janine Sherman Barrois                                       | 2007. október 11.    | 8,53 millió  |
| 294. | 4.  | Összeomlás (Gravity)                            | Stephen Cragg         | Virgil Williams                                              | 2007. október 18.    | 10,01 millió |
| 295. | 5.  | Nyomás alatt (Under the Influence)              | Anthony Hemingway     | Joe Sachs                                                    | 2007. október 25.    | 9,12 millió  |
| 296. | 6.  | A próbatétel (The Test)                         | Félix Enríquez Alcalá | Lisa Zwerling                                                | 2007. november 1.    | 9,06 millió  |
| 297. | 7.  | Rövidzárlat (Blackout)                          | Christopher Chulack   | David Zabel                                                  | 2007. november 8.    | 8,42 millió  |
| 298. | 8.  | Hazatérés (Coming Home)                         | Laura Innes           | David Zabel                                                  | 2007. november 15.   | 9,52 millió  |
| 299. | 9.  | Váratlan fordulat (Skye's the Limit)            | Paul McCrane          | Karen Maser                                                  | 2007. november 29.   | 8,62 millió  |
| 300. | 10. | Ünnepi hangulatban (300 Patients)               | John Wells            | Joe Sachs & David Zabel                                      | 2007. december 6.    | 8,12 millió  |
| 301. | 11. | Status Quo (Status Quo)                         | Andrew Bernstein      | Janine Sherman Barrois                                       | 2008. január 3.      | 9,59 millió  |
| 302. | 12. | Abby újra köztünk (Believe the Unseen)          | Rob Hardy             | Virgil Williams                                              | 2008. január 10.     | 9,06 millió  |
| 303. | 13. | Kárhozatra ítélve (Atonement)                   | Stephen Cragg         | Lisa Zwerling                                                | 2008. január 17.     | 8,97 millió  |
| 304. | 14. | Megtört szívek (Owner of a Broken Heart)        | Christopher Chulack   | David Zabel & Joe Sachs                                      | 2008. április 10.    | 7,59 millió  |
| 305. | 15. | Születése napján (…As the Day She Was Born)     | Tawnia McKiernan      | Shannon Goss                                                 | 2008. április 17.    | 7,75 millió  |
| 306. | 16. | Fájdalmas igazság (Truth Will Out)              | Andrew Bernstein      | Történet: Karen Maser Tévéjáték: Karen Maser & Lisa Zwerling | 2008. április 24.    | 7,35 millió  |
| 307. | 17. | Túszdráma (Under Pressure)                      | Stephen Cragg         | Janine Sherman Barrois                                       | 2008. május 1.       | 7,74 millió  |
| 308. | 18. | Körbe körbe (Tandem Repeats)                    | Anthony Hemingway     | Virgil Williams                                              | 2008. május 8.       | 7,61 millió  |
| 309. | 19. | Találkozások (The Chicago Way)                  | Christopher Chulack   | David Zabel & Lisa Zwerling                                  | 2008. május 15.      | 8,39 millió  |

## 15. évad (2008–2009)
| Sor. | Év. | Cím                                           | Rendező             | Író                         | Premier              | Nézettség    |
| ---- | --- | --------------------------------------------- | ------------------- | --------------------------- | -------------------- | ------------ |
| 310. | 1.  | Élet-halál (Life After Death)                 | Christopher Misiano | Joe Sachs                   | 2008. szeptember 25. | 7,92 millió  |
| 311. | 2.  | Az új főnök (Another Thursday at County)      | Paul McCrane        | Lisa Zwerling               | 2008. október 9.     | 9,35 millió  |
| 312. | 3.  | Abby könyve (The Book of Abby)                | Christopher Chulack | David Zabel                 | 2008. október 16.    | 8,81 millió  |
| 313. | 4.  | Rend és fegyelem (Parental Guidance)          | John Gallagher      | Janine Sherman Barrois      | 2008. október 23.    | 8,69 millió  |
| 314. | 5.  | Kísértő múlt (Haunted)                        | Christopher Chulack | Karen Maser                 | 2008. október 30.    | 9,12 millió  |
| 315. | 6.  | Oh, testvér! (Oh, Brother)                    | Stephen Cragg       | Virgil Williams             | 2008. november 6.    | 8,64 millió  |
| 316. | 7.  | Életben maradni (Heal Thyself)                | David Zabel         | David Zabel                 | 2008. november 13.   | 9,80 millió  |
| 317. | 8.  | Az ártatlanság kora (Age of Innocence)        | Paul McCrane        | Janine Sherman Barrois      | 2008. november 20.   | 9,15 millió  |
| 318. | 9.  | Hóvihar (Let it Snow)                         | Charles Haid        | Joe Sachs                   | 2008. december 4.    | 8,22 millió  |
| 319. | 10. | Ünnepek idején (The High Holiday)             | Lesli Linka Glatter | Shannon Goss                | 2008. december 11.   | 8,92 millió  |
| 320. | 11. | Félelemben (Separation Anxiety)               | Terence Nightingall | Virgil Williams             | 2009. január 8.      | 7,32 millió  |
| 321. | 12. | Álomfutó (Dream Runner)                       | Andrew Bernstein    | Lisa Zwerling               | 2009. január 15.     | 6,98 millió  |
| 322. | 13. | Szerelmi csaták (Love Is a Battlefield)       | Richard Thorpe      | Karen Maser                 | 2009. január 22.     | 7,69 millió  |
| 323. | 14. | Rögös úton (A Long, Strange Trip)             | Mimi Leder          | Joe Sachs                   | 2009. február 5.     | 7,30 millió  |
| 324. | 15. | Randevú (The Family Man)                      | Eriq La Salle       | Andrew Fash                 | 2009. február 12.    | 7,25 millió  |
| 325. | 16. | Carter itt és most (The Beginning of the End) | Jonathan Kaplan     | David Zabel & Lisa Zwerling | 2009. február 19.    | 7,44 millió  |
| 326. | 17. | A titok (T-Minus-6)                           | Rod Holcomb         | David Zabel & Lisa Zwerling | 2009. február 26.    | 8,73 millió  |
| 327. | 18. | A vég kezdete (What We Do)                    | David Zabel         | David Zabel                 | 2009. március 5.     | 8,80 millió  |
| 328. | 19. | Régi szép idők (Old Times)                    | John Wells          | John Wells                  | 2009. március 12.    | 10,71 millió |
| 329. | 20. | Az utolsó percig (Shifting Equilibrium)       | Andrew Bernstein    | Lisa Zwerling               | 2009. március 19.    | 9,28 millió  |
| 330. | 21. | Élni jó! (I Feel Good)                        | Stephen Cragg       | Joe Sachs                   | 2009. március 26.    | 10,57 millió |
| 331. | 22. | A búcsú ideje (And in the End...)             | Rod Holcomb         | John Wells                  | 2009. április 2.     | 16,24 millió |